# ASAP Rocky
Rakim Atilaston Mejers (engl. Rakim Athelaston Mayers; 3. oktobar 1988), poznatiji po svom umetničkom imenu, ASAP Rocky (транскр.  Ejsep Roki), američki je reper, producent, režiser, glumac i model iz Harlema, naselja na Menhetnu, u Njujorku. Član je hip hop grupe Ejsep Mob odakle i potiče njegov nadimak.
Roki je izbacio svoj debi mikstejp Liv.Lav.Ejsep 2011. godine i dobio odlične kritike. Uspeh njegovog mikstejpa doveo ga je do potpisivanja ugovora sa izdavačkim kućama kao što su Polo Graunds Mjuzik, RCA Rekords i Soni Mjuzik. Zatim je 2013. snimio svoj debi album Long.Liv.Ejsep koji je takođe bio izuzetno nahvaljen od strane kritičara i debitovao je na prvom mestu Bilbord 200 liste. 2015., Roki je izbacio svoj drugi studijski album pod nazivom Et.Long.Last.Ejsep. Album je debitovao kao broj jedan na Bilbord 200 listi, čineći ga Rokijevim drugim uzastopnim albumom koji je debitovao na prvom mestu, dobivši kritička priznanja od strane muzičkih kritičara.
Roki je takođe režirao spotove za sebe, Denija Brauna i ostale pripadnike Ejsep Moba. Takođe je i istaknuti producent, producira pod pseudonimom Lord Flako.

## Mladost
Rakim Atilaston Mejers je roden 03.10.1988 u Harlemu, naselju na Menhetnu u Njujorku. Njegov otac je sa Barbadosa, a njegova majka je Amerikanka iz Afrike. Ima stariju sestru, Eriku B. Mejers. Mejersovo ime je uzeto od hip hop izvođača Rakima, jedne polovine Erik B. & Rakim dueta. Njegov rođak, Ejsep Nest je takođe član Ejsep Mob.
Roki je počeo da repuje sa 8 godina, kada se preselio u Harisburg, Pensilvanija. Naučio je kako da repuje od svog starijeg brata, koji je takođe nosio francuske pletenice koje je Mejers kasnije prisvojio. Kada je Mejers imao 12 godina, njegov otac je otišao u zatvor zbog prodaje droga; umro je 2012. godine. Kada je Mejers imao 13 godina, njegov brat je ubijen u Harlemu. Tragedija je inspirisala Rokija da počne da se bavi repovanjem ozbiljnije. U toku svog odrastanja, Mejers je bio zadivljen harlemskom rep grupom D Diplomac. Takođe su na njega imali uticaj izvođači kao što su Mob Dip, Tri Siks Mafija, UGK, Ran DiEmSi, Vu-Tang Klan i Boun Tags-N-Harmoni.
Ejsep Roki je prodavao drogu dok se selio iz jednog u drugo sklonište za beskućnike sa svojom majkom i sestrom. Sa 15 godina, prodavao je krek u Bronks. Nakon perioda življenja po skloništima sa svojom majkom u Njujork Sitiju, preselio se u Midtaun Menhetn.

## Karijera

### 2007—11: Početak karijere i "Liv.Lav.Ejsep"
Ejsep Roki se 2007me godine pridružio Ejsep Mob ekipi, kolektivu repera, producenata, video režisera, modnih dizajnera i bajkera iz Harlema koji su imali slično interesovanje u muzici, modi i umetnosti. Ekipa je formirana od strane Ejsep Jemsa, Ejsep Beria i Ejsep Ilza. U julu 2011., Roki je izdao svoj manje poznati prvi mikstejp Dip Prpl u kom se nalazi i njegov debi singl "Prpl Sveg".
U avgustu 2011., Rokijev debi singl "Pezo" je procurio u javnost i u roku od nekoliko nedelja počeo da se emituje na popularnoj Hot 97 Njujork radio stanici. Nakon što je izbacio spot za pesmu "Prpl Sveg", zapao je za oko nekoliko izdavačkih kuća. U oktobru, izdao je mikstejp Liv.Lav.Ejsep koji je dobio kritička priznanja i potpisao je dvogodišnji ugovor od 3 miliona dolara sa RCA Rekords i Polo Graunds Mjuzik. Nakon njegovog ugovora, Roki je osnovao svoju izdavačku kuću, Ejsep Vrldvajd, sa Ejsep Jemsom. 5. Decembra nominovan je za Bibisijevu anketu Saund of 2012.

### 2012—14: Turneje i Long.Liv.Ejsep
U februaru 2012., Roki se pridružio Kendrik Lamaru na otvaranju Drejkove Klub Peradajs turneje. U junu, SpejsGoustPurrp, osnivač Rajder Klan kolektiva iz Majamija i Rokijev bivši saradnik, optužio je Ejsep Tvelvija da je zaskočio člana Rajder Klana, Met Stupsa, a zatim se distancirao od Ejsep Moba i Rokija na Jutjub snimcima. On i Rajder Klan su takođe optužili Ejsep Mob da kopiraju njihov stil, i da je Roki koristio njegov tekst iz pesme "Maj Enemi" za svoju pesmu, "Goldi". Roki je na prozivke odgovorio u julu u intervjuu za Emtivi, gde je rekao da SpejsGoustPurrp samo "pokušava da izgradi ime" i "da se drži pravljenja bitova".
U julu 2012., Roki je nastupao na Pičfork Mjuzik Festivalu. Bilo je u planu da debituje na televiziji u emisiji Lejt Najt vid Dzimi Falon 20og jula, ali je uhapšen veče pre toga, nakon navodnog učestvovanja u tuči sa dvadesetjednogodišnjim umetnikom ajRoum. Tuča je izbila u centru Menhetna i nastup je otkazan. Nakon toga, gostovanje u emisiji je odloženo za 21vi avgust, gde je Roki nastupio sa pesmom "Goldi" u emisiji. 6og septembra, bio je gost na Rijana pesmi "Kokines (Lav it)" na 2012 Emtivi Video Mjuzik Avords.
Roki je snimio svoj debi studio album Long.Liv.Ejsep zajedno sa jos nekoliko producenata kao što su Klams Kasino, Hit-Boj, Frendzon, Ejsep Taj Bits, Sufejn3000 i Dzoi Fet Bits. "Goldi" je objavljena 27og aprila kao prvi singl sa albuma. 27. Avgusta Ejsep Mob je izbacio mikstejp Lords Nevr Vori za besplatno preslušavanje. U periodu od septembra do novembra, Roki je promovisao svoj album na nacionalnoj turneji od 40 datuma, Long Liv Ejsep turneja, koju su otvarali Skulboj Kju, Deni Braun i Ejsep Mob. Long.Liv.Ejsep je izdat 15og januara 2013. godine i dobio je jako puno pozitivnih kritika. Album je debitova na mestu broj jedan Bilbord 200 liste, prodavši se u 139 hiljada primeraka u Sjedinjenim Američkim Državama. Od 13og marta 2013. godine, prodat je u 284 hiljade primeraka. 16. Marta 2015., Long.Liv.Ejsep je dobio zlatni sertifikat od strane Rekordnig Industri Asosiejsn of Amerika (RIAA), sa porudžbinom od 500 hiljada primeraka u Sjedinjenim Američkim Državama.
Dana 12. Aprila 2013. godine, u intervjuu za Vajld 94.4 radio stanicu, Roki je otkrio da radi na instrumentalnom albumu, koji planirao da izda bez najave. Takođe je i diskutovao o svojim omiljenim spotovima, kao i o želji da ostvari saradnju sa starim reperom Andre 3000. 21. Juna Roki je rekao za Emtivi Njuz da je završio svoj debi instrumentalni album, koji se uglavnom sastoji od ambijentalno orijentisanih pesama, pod nazivom Bjuti & d Bist: Sloud Daun Sešn (Čeptr 1) i u planu je bilo da bude izdat besplatno za vreme leta. Međutim, album je odložen bez naknadnih datuma izdavanja. Roki je prikazao dva isečka koji se možda nalaze na kompilaciji Bjuti & d Bist: Sloud Daun Sešn (Čeptr 1), pod nazivom "Rajot rejv" i "Junikorn".

### 2015—danas: Et.Long.Lest.Ejsep
Dana 16. Marta 2014., Roki je najavio da radi na svom drugom studijskom albumu, nazvanom A.L.L.A. (skraćenica za Et.Long.Lest.Ejsep) koji je nastavak na njegov debi album, Long.Liv.Ejsep. Nakon kašnjenja albuma Ejsep Moba, L.O.R.D., Roki je nastavio saradnju sa Ejsep Fergom, Nestom i Tvelvijem na trećem singlu albuma, "Hela Hous", koji je objavljen 6og juna, 2014.. Pored toga, vodja Ejsep Moba, Ejsep Jems najavio je na svom Tumblr nalogu da je album 'stavljen na policu'.
Dana 6. Oktobra 2014., tri dana nakon Rokijevog 26og rođendana, Roki je izdao odu pod nazivom Flako Džodi Sešn, koju je premijerno predstavila pesma "Multiplaj" sa dodatnim vokalima Đusi Džeja; izdata je na ajTjunsu nedelju dana nakon premijere. Međutim, Roki je kasnije rekao u Q&A intervjuu da "Multiplaj" nije deo konačnog spiska A.L.L.A..
Na dan nove, 2015., godine, Roki je izbacio svoj drugi vodeći singl sa albuma, "Priti Flako 2"(poznat i kao "Lord Priti Flako Džodi 2"), nastavak na "Priti Flako". 17 dana kasnije, nakon što je singl izašao, Rokijev mentor i partner, Stiven "Ejsep Jems" Rodrigez, umro je u 26oj godini bez zvaničnog objašnjenja o njegovoj smrti. Međutim, neki novinari su kasnije rekli da je uzrok njegove smrti intoksikacija akutne mešavine droge, dok su Roki i još nekoliko članova Ejsep Moba i saradnika rekli da je uzrok smrti bila apneja, koja je dovela do gušenja i plućnih tegoba. Nekoliko nedelja nakon Jemsove smrti, Roki je otkrio da je Et.Long.Lest.Ejsep isproduciran od strane Đusi Džeja, producenta Dejndžer Mausa, Jemsa i Njega.
Godine 2014, Rokiju (zajedno sa reperima Tajgom, Kejsi Vedžisom i Vins Stejplsom) je ponuđena sporedna uloga u indi komediji/drami iz 2015. godine, Doup. Film je premijerno prikazan 21og januara, 2015. godine na 2015 Sandens Film Festivalu. Prikazivanje je počelo u svim bioskopima 12og juna. Na događaju, Roki je izrazio svoju bol i emocije o smrti jednog od svojih prijatelja i saradnika; izveo je "Multiplaj" u znak sećanja, par minuta pre nego što je otrčao u bekstejdž da se primiri.
Dana 8. Aprila 2015., reper je izbacio pesmu, nazvanu "Em$", koja je debitovala u toku intervjua sa Red Bul Mjuzik Akademi i objavljena je na ajTjuns Storu dva dana kasnije, međutim, najavljeno je da pesma nije zvanični singl za album. Na albumu se, ipak, našla remiksovana verzija pesme na kojoj je, umesto Rokijeve druge strofe, gostovao Lil Vejn. 9. Maja Roki je otkrio omot albuma na svom oficijelnom Instagram nalogu, uz prilog "ET LONG LEST..." Istog dana, izbacio je i alternativni crtež i drugi singl sa albuma, "Evridej" na kom se nalaze i Rod Stjuart, Migel i Mark Ronson. Roki je takođe najavio datum objavljivanja A.L.L.A. je pomeren na 2gi juni, 2015., ali je, 25og maja, 2015, oko 18:00 album procureo na internetu, otprilike nedelju dana pre nego što je trebao da izađe. Nakon toga, Roki je istog dana najavio da će album izaći u ponoć (26og maja), menjajući vreme na nedelju dana ranije.
Po njegovom izlasku, Et.Long.Lest.Ejsep je poprimio generalno pozitivne komentare od strane muzičkih kritičara. Sve u svemu, album je podržan od strane tri singla: "Lord Priti Flako 2", "Evridej" i "L$D". Et.Long.Lest.Ejsep debitovao je na prvom mestu Bilbord 200, prodavši se u 116 hiljada primeraka u Sjedinjenim Američkim Državama. U zakljujčku sa tim, takođe je to Rokijev drugi uzastopni album na prvom mestu. U Kanadi, album je debitovao na prvom mestu sa 11 hiljada prodatih primeraka. Album je ostao još dve nedelje među top deset na Bilbord 200. Od jula 2015., album je prodat u 215 hiljada primeraka u Sjedinjenim Američkim Državama.ref>Smith, Trevor (25. 7. 2015). „Charts Don't Lie: July 25th”. HotNewHipHop. Приступљено 25. 7. 2015.</ref> Prodat je u 60,662 primerka u Ujedinjenom Kraljevstvu od juna 2015.. It has sold 60,662 copies in the United Kingdom as of June 2015. Takođe je bio četiri nedelje na prvom mestu Top R&B/Hip-Hop Albuma od juna 13og do 4. Jula pre nego što je debi album pevača Leona Bridžesa, Kaming Houm, došao na prvo mesto.
Dana 11. Juna 2015., Roki je gostovao na D Tunajt Šou, gde je nastupao sa pesmom "L$D" uz podršku grupe D Ruts. U junu, potvrdio je da će gostovati na pesmi "Gud for ju", američke glumice i pevačice Selene Gomez. Juna 2015., pojavio se u "Karpul Karaoke" segmentu D Lejt Lejt Šoua, vozeći se sa Rod Stjuartom i domaćinom Džejms Kordenom.

## Privatan život
Godine 2011, Roki je počeo da se zabavlja sa australijanskom reperkom Igi Azelijom, koju je upoznao u Čejs N Keš. Azelija je potvrdila da se zabavljaju u intervjuu za Vajb Magazin koji je izašao 15og januara 2012.. U tom periodu je otkrila da je istetovirala naslov Rokijevog albuma, "Liv.Lav.Ejsep", koji ga je probio, na njenim prstima. Takođe je trvdila da nije jedina sa posvećenim tetovažama u vezi. U julu 2012., Roki je rekao da je njihovoj vezi došao kraj. U Martu 2013., Azelija je otkrila da je precrtala "Ejsep" deo na njenoj tetovaži.
Mejers je pesketarijanac.

## Diskografija
- Long. Live. ASAP (2013)
- At. Long. Last. ASAP (2015)
- Testing (2018)

## Filmografija
| Godina | Ime filma                       | Uloga | Žanr         |
| ------ | ------------------------------- | ----- | ------------ |
| 2015   | Doup                            | Dom   |              |
| 2015   | Džeremi Skot: D Pipls Dizajnr   | Sebe  | Dokumentarac |
| 2016   | Zulender 2                      | Sebe  |              |
| 2016   | Popstar: Nevr Stop Nevr Stoping | Sebe  |              |